# Filipinska košarkaška reprezentacija
Filipinska košarkaška reprezentacija predstavlja državu Filipine u športu košarci.
Krovna organizacija:
Glavni trener:

## Nastupi na velikim natjecanjima

### Olimpijske igre
- 1936.: 5. mjesto
- 1948.: 12. mjesto
- 1952.: 9. – 16. mjesto
- 1956.: 7. mjesto
- 1960.: 11. mjesto
- 1968.: 13. mjesto
- 1972.: 13. mjesto

### Svjetska prvenstva
- 1954.:  bronca
- 1959.: 8. mjesto
- 1974.: 13. mjesto
- 1978.: 8. mjesto
- 2014.: 21. mjesto

### Azijske igre
- 1951.:  zlato
- 1954.:  zlato
- 1958.:  zlato
- 1962.:  zlato
- 1966.: 6. mjesto
- 1970.: 5. mjesto
- 1974.: 4. mjesto
- 1978.: 5. mjesto
- 1982.: 4. mjesto
- 1986.:  bronca
- 1990.:  srebro
- 1994.: 4. mjesto
- 1998.:  bronca
- 2002.: 4. mjesto
- 2010.: 6. mjesto

### Azijsko prvenstvo
- 1960.:  zlato
- 1963.:  zlato
- 1965.:  srebro
- 1967.:  zlato
- 1969.:  bronca
- 1971.:  srebro
- 1973.:  zlato
- 1975.: 5. mjesto
- 1977.: 5. mjesto
- 1979.: 4. mjesto
- 1981.: 4. mjesto
- 1983.: 9. mjesto
- 1985.:  zlato
- 1987.: 4. mjesto
- 1989.: 8. mjesto
- 1991.: 7. mjesto
- 1993.: 11. mjesto
- 1995.: 12. mjesto
- 1997.: 9. mjesto
- 1999.: 11. mjesto
- 2003.: 15. mjesto
- 2007.: 9. mjesto
- 2009.: 8. mjesto
- 2011.: 4. mjesto
- 2013.:  srebro

### Azijski kup
- 2004.: 8. mjesto
- 2010.: 4. mjesto
- 2012.: 4. mjesto
- 2014.:  bronca